# Ladins
Pour l’article homonyme, voir Ladins (mouvement politique).

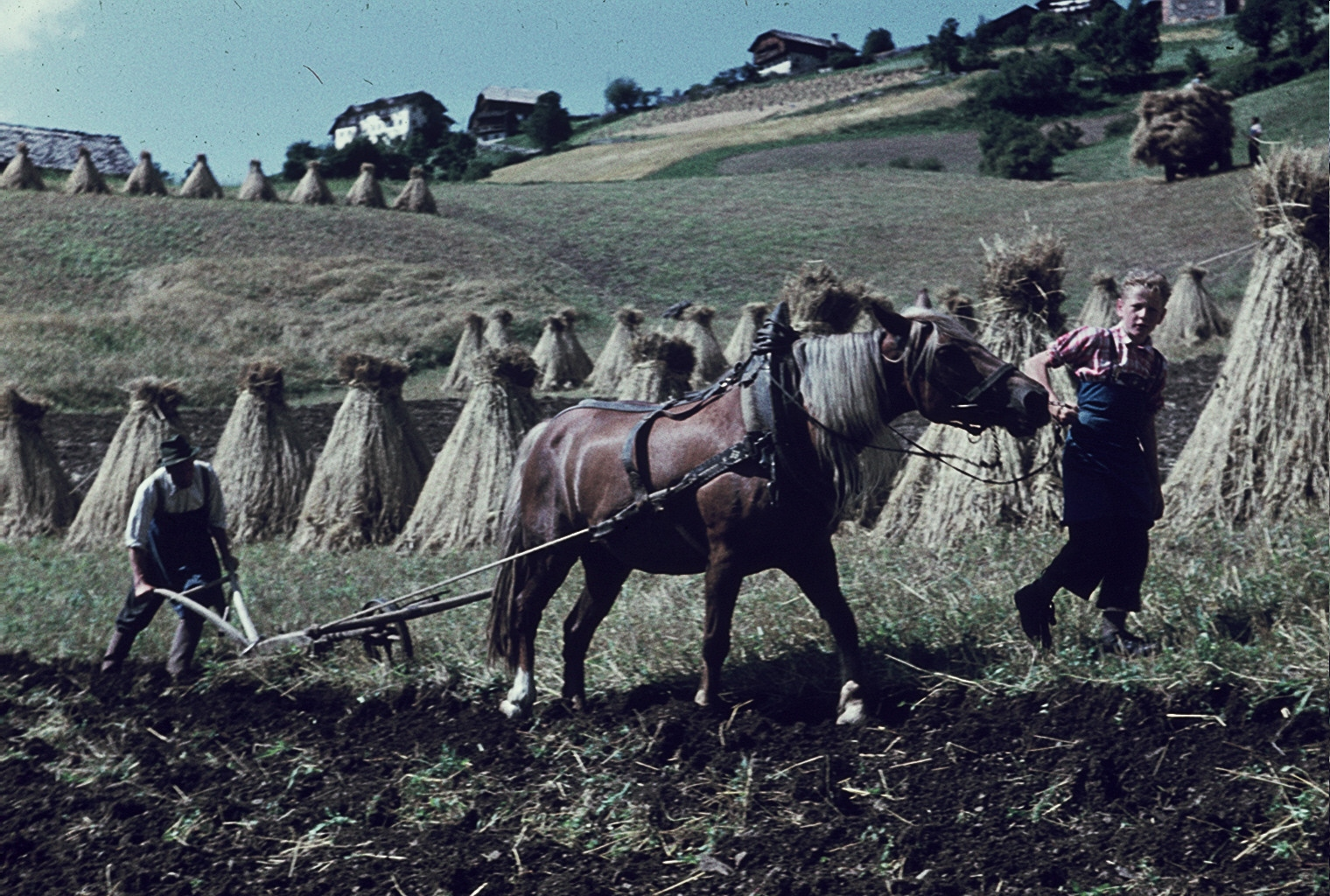
Laboureurs ladins dans les années 1960 à Wengen, en dessous du "Cians".

Les Ladins sont une ethnie vivant en Italie du Nord, en Ladinie, pour la majorité dans le Trentin-Haut-Adige mais également en Vénétie.
Au nombre de 30 000 à 50 000 (moins de 0,1 % de la population italienne), ils représentent la seconde minorité du Trentin après les Tyroliens. Ils sont de religion catholique.

## Répartition géographique

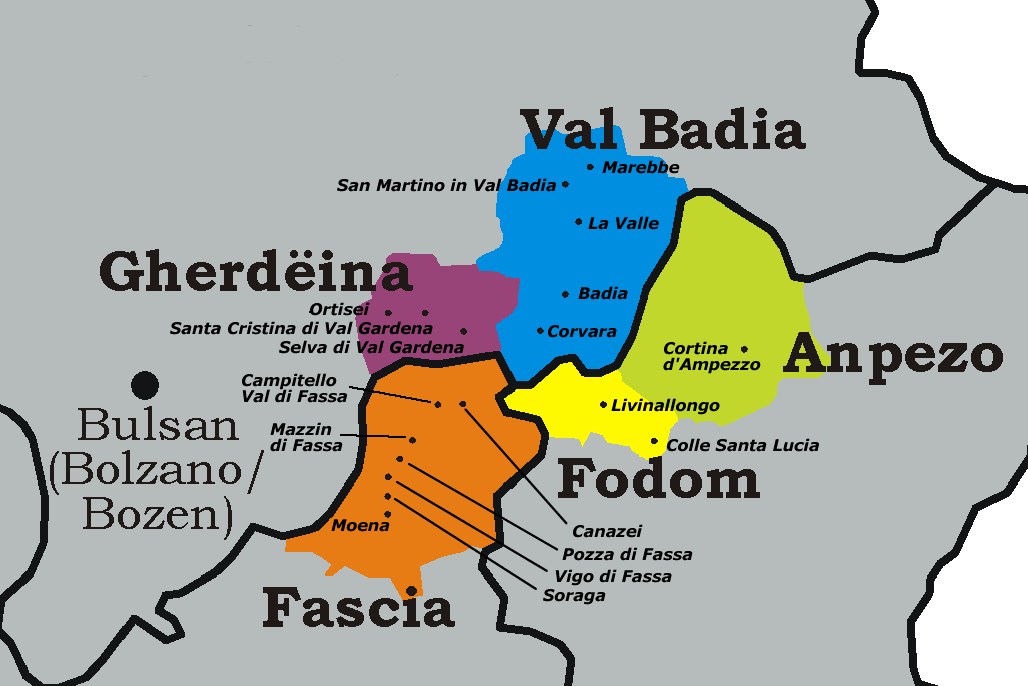
Les territoires de langue ladine ayant été confinés sous l'empire d'Autriche-Hongrie.

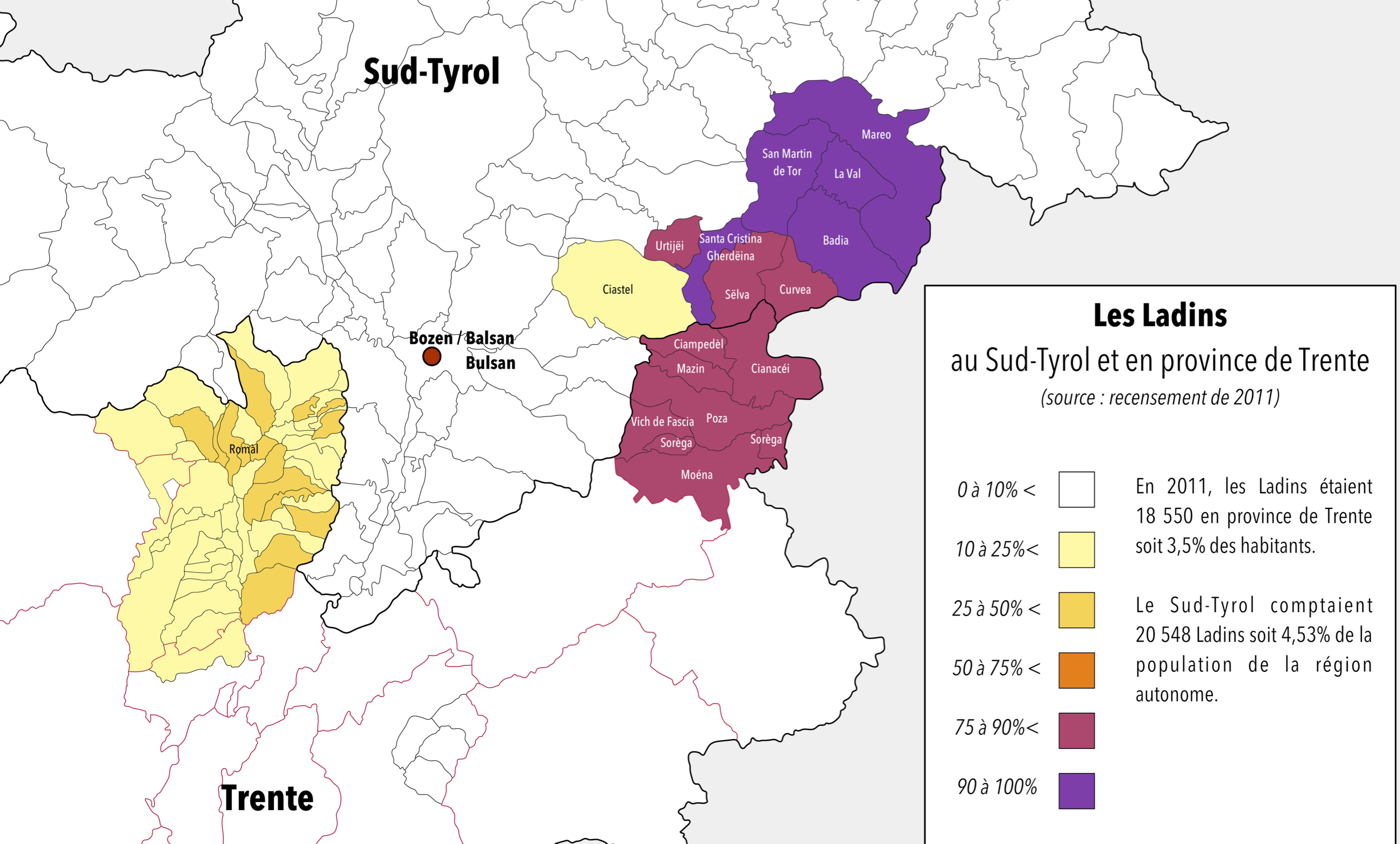
Répartition des Ladins en 2011 par commune des provinces du Sud-Tyrol et de Trente.

Les Ladins vivent dans les communes suivantes :
Au Trentin-Haut-Adige :
- Urtijëi (80 % de la population, soit 3 600) ;
- Badia (93,4 %, soit 3 070) ;
- Selva di Val Gardena (Sëlva en ladin, 87 %) ;
- Mareo (93 %, soit 2 500) ;
- San Martino in Badia (97,3 %) ;
- Corvara in Badia (Corvara en ladin, 91 %).

En Vénétie :
- Cortina d'Ampezzo (Anpëz en ladin, 40 %) ;
- Livinallongo del Col di Lana

## Langues
Les Ladins parlent le ladin, une langue rhéto-romane. Cette langue est propre aux Ladins, qui la parlent et écrivent dans différents idiomes. La première tentative de développer une langue écrite ladine a été faite par Micurá de Rü. Comme d'autres groupes ethniques de la région, les Ladins ont développé leur propre conscience culturelle nationale au 19e siècle. L'Istitut Ladin "Micurá de Rü", le musée Ladin et le musée Gherdëina sont des institutions importantes pour la préservation de la culture dans la partie sud du Tyrol ladin. Les Ladins du Trentin et de Bellune ont leurs propres instituts culturels : Majon de Fascegn à Vigo di Fassa, Cesa de Jan à Col/Colle Santa Lucia et Istituto Ladin de la Dolomites à Borca di Cadore.
De nombreuses légendes du Tyrol du Sud proviennent de la région ladine, comme l'épopée nationale des Ladins du royaume de Fanes. D'autres personnages de la mythologie ladine sont par exemple les Anguana, Pavaruk, Ondina, Vivena-Angana, Salvan, Orco, Bregostan et Stria. Les différents types de maisons ladines font également partie intégrante de la culture ladine. 

## Drapeau

Drapeau des Ladins

Le drapeau des Ladins est de couleur bleu, blanc, vert.
Souvent, un bélier est placé comme symbole au milieu du drapeau.

## Religion
Les Ladins sont essentiellement de religion catholique.

## Culture
La région est connue pour la qualité de ses terrains de ski. Les Championnats du monde de ski nordique 1927 ont eu lieu à Cortina d'Ampezzo tandis que ceux de 1944 y étaient prévus, mais ne purent être réalisés à cause de la Seconde Guerre mondiale.